# 披耶拍凤·蓬帕育哈社那
披耶拍凤·蓬帕育哈社那上将（RTGS：Phraya Phahon Phon Phayuhasena；1887年3月29日—1947年2月14日），簡稱披耶拍凤，原名朴·拍凤裕廷（RTGS：Phot Phahon Yothin），泰国军事领袖和政治家。1933年6月21日发动政变推翻披耶·玛奴巴功政府后，担任第2任泰国总理。

## 生平

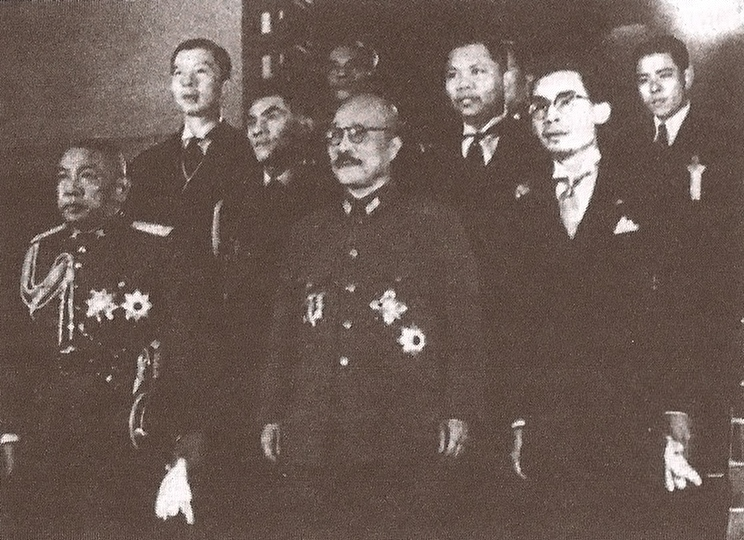
披耶拍凤1942年作为特使与东条英机在东京.

拍凤裕廷生于大城府（Phra Nakhon，今曼谷），父亲是中国潮州人，名金·拍凤裕廷（กิ่ม พหลโยธิน），母亲泰国泰族，名乍·拍凤裕廷（จับ พหลโยธิน）。自朱拉春高皇家军事学院（Chulachomklao Royal Military Academy）毕业后，1903年他被派往普鲁士军事学院学习，和赫尔曼·戈林同学，随后被送往丹麦的哥本哈根工程学院学习，一年后他的奖学金耗尽，1912年他回到暹罗。1931年他被拉玛七世封为披耶拍凤·蓬帕育哈社那，并晋升上校军衔。1932年担任皇家暹罗军队监察官。
1932年与比里·帕侬荣等人民党人发动“六二四”政变，推翻君主专制，实行宪政，披耶玛诺巴功·尼蒂他达新政府成立后，任武装部队司令。披耶帕凤作为军事派系，在比里·帕侬荣的平民派系被保皇派镇压后，1933年6月10日与披耶颂·素拉德上校、披耶里提·阿卡内上校和拍巴萨·披他耶育中校（时人合称为四虎）称病辞职，暗中计划推翻玛诺总理的专制政府，6月20日四人领导发动了一场不流血的政变，驱逐了玛诺总理，次日组成披耶拍凤为首的新立宪政府。10月经过几周的战斗后，披耶拍凤镇压了保皇党人的军事叛乱，巩固了他的权力。
披耶拍凤上台后，坚决反对共产主义，1935年开始派遣军官到日本受训，向日本订购军舰，聘请日本军事顾问。任期内军人集团逐渐掌握权力，1938年9月披耶拍凤政府因年度预算问题被迫辞职，12月15日泰国议会推举銮披汶·颂堪陆军上校出任总理，少壮派军人取代了元老派军人执政。
披耶拍凤离任后，退出了公共生活，虽然他在整个二战时期仍然担任军职。
1947年死于脑出血，他为官清廉，虽然在政府中担任许多职位，但他家里很贫穷，去世后甚至没有钱来支付他的葬礼。最后由弟子銮披汶·颂堪来支付葬礼费用。
从曼谷到北方缅甸的边界的拍鳳裕庭路（Phahonyothin Road），銮披汶·颂堪元帅以他的名字命名。泰国北碧府一家医院也以他的名字命名。